# 下坑 (高雄市)
下坑，是臺灣高雄市路竹區的一個傳統地域名稱，位於該區中部偏東北，並向東南延伸擴展至東部邊界。相較於今日行政區，其範圍大致包括下坑里不含西部邊界地帶中至南段及北部邊界地帶東半段、竹園里南部邊界地帶西段。
本地區境內主要聚落為下新園、下坑，設有下坑國小。

## 歷史
台灣日治初期，下坑地區為一街庄，稱為「下坑庄」（舊制街庄），隸屬於長治一圖里。該庄昔日西北與一甲庄為鄰，北與新園庄為鄰，東與崙仔頂庄為鄰，南邊東段為土庫庄，南邊西段及西邊為下社庄。
1901年（日治明治三十四年）11月11日，全台廢縣廳改設二十廳，該庄隸屬於鳳山廳。1904年（明治三十七年）5月3日，該庄編入「一甲區」，隸屬於鳳山廳。1909年（明治四十二年）10月25日，全台合併二十廳為十二廳，一甲區改隸屬於臺南廳。1920年（大正九年）10月1日，全台地方制度大改正，廢十二廳改設五州二廳，該庄改制為「下坑」大字，隸屬於高雄州岡山郡路竹庄（新制街庄）。
戰後路竹庄改制為路竹鄉，隸屬於高雄縣，大字亦改制為村。1950年（民國39年）10月1日，高、屏分治，路竹鄉仍隸屬於高雄縣。2010年（民國99年）12月25日，高雄縣、市合併為直轄高雄市，路竹鄉改制為路竹區，村亦改制為里。

## 聚落
本地區發展較早的聚落為下新園、下坑，在日治初期的官方地圖上已有記載。

## 交通
國道1號又稱「中山高速公路」，是貫穿台灣西部的兩條縱向高速公路之一，經過本地區西部邊界地帶北段。最近的交流道在北側為省道台28線交會處的路竹交流道；在南側為南科高雄園區中山高聯絡道交會處的高科交流道（多利用該聯絡道與區道高7線交會處的匝道進出，經由該連絡道、高科交流道銜接國道1號）。由此等可快速前往國道1號沿線各地。
區道高10線是北路竹至下坑的道路，其東側端點（終點）位於本地區中部偏東南、下坑聚落東南郊，由此向西北會經過本地區的下坑、下新園等聚落。
區道高11線是下坑至三爺埤的道路，其北側端點（起點）位於本地區西北部下新園聚落的區道南10線路口。
區道高12線是下坑至阿蓮的道路，其西側端點（起點）位於本地區西北部下新園聚落的區道南10線路口。

## 學校
- 下坑國小